# Bronzo pirenaico

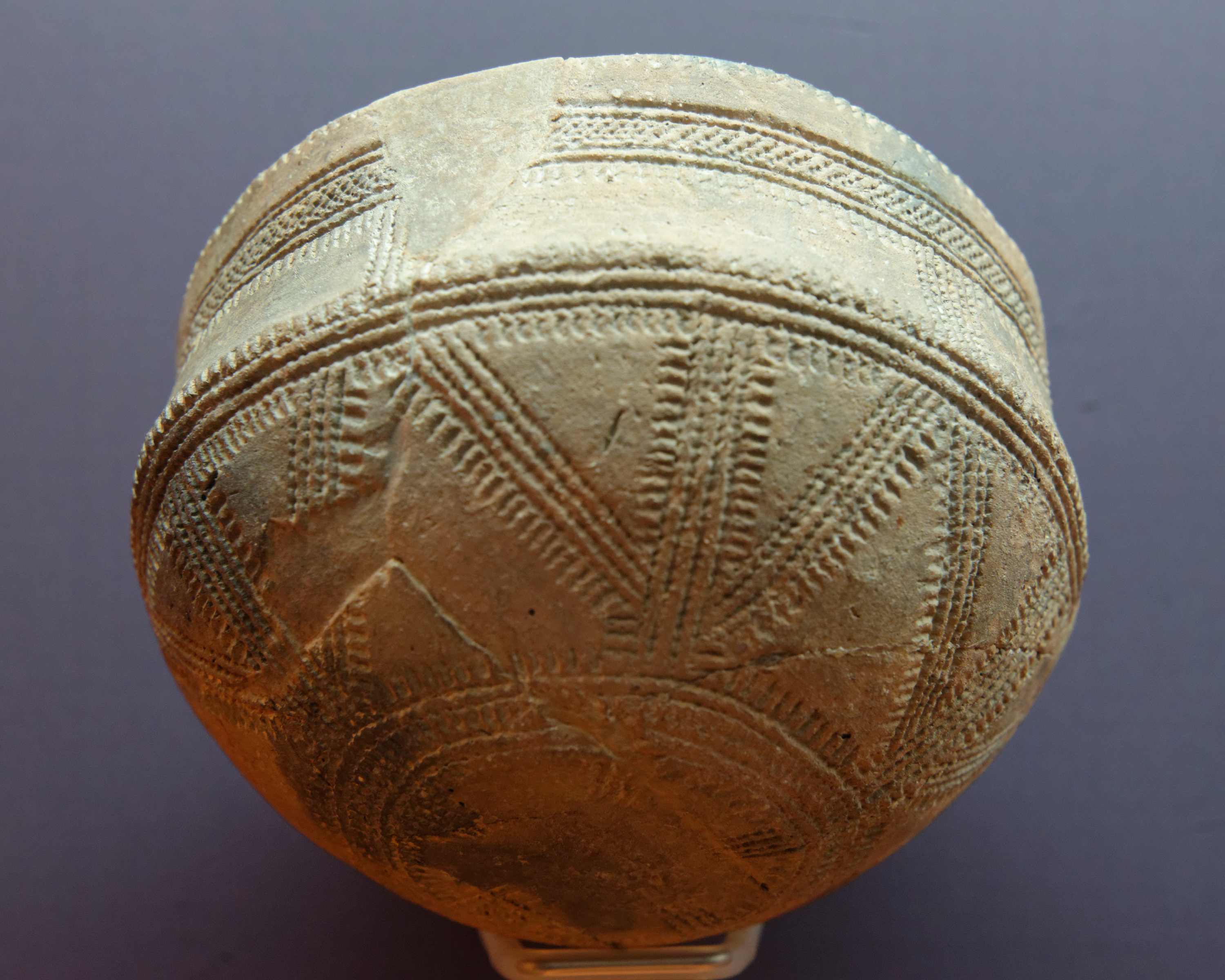
Coppa carenata con decorazione epicampaniforme da La Riba (Sant Just Desvern, Barcellona)

Il Bronzo dei Pirenei (noto anche come Bronzo del nord est) è una facies archeologica diffusa nelle province spagnole di Girona, Barcellona, Lleida e nella metà orientale di Huesca; si diffuse anche nei dipartimenti francesi dei Pirenei orientali e dell'Aude. Durante la cultura del vaso campaniforme (2750-2300 a.C.) apparvero in Catalogna due stili regionali, uno dei Pirenei e l'altro del Salomó (da cui deriva il Gruppo del Nord-Est). Questi due stili coesistevano contemporaneamente nelle province di Barcellona e nel sud di Lleida. Dal 1650 a.C. lo stile ceramico pirenaico lasciò il posto a coppe carenate, a vasi con cordone liscio o digitato, nonché a vasi con appendici a bottone sull'ansa. Si conoscono pochi insediamenti: Lo Lladre (Llo, Pirenei orientali), Collet de Brics (Ardèvol, Lleida), Institut A. Pous (Manlleu, Barcellona), Roques del Sarró (Lleida), Cedre (Santa Coloma, Andorra). Fu sviluppata una metallurgia avanzata del bronzo: asce piatte, aghi, pugnali con rivetto, punte di freccia, nonché un diadema e due braccialetti a spirale trovati nella grotta di Montanissell. Probabilmente molte delle tecniche utilizzate avevano un'origine nella cultura di Polada dell'Italia settentrionale  (2200-1600 a.C.).
Utilizzavano diverse tipologie di sepoltura: 

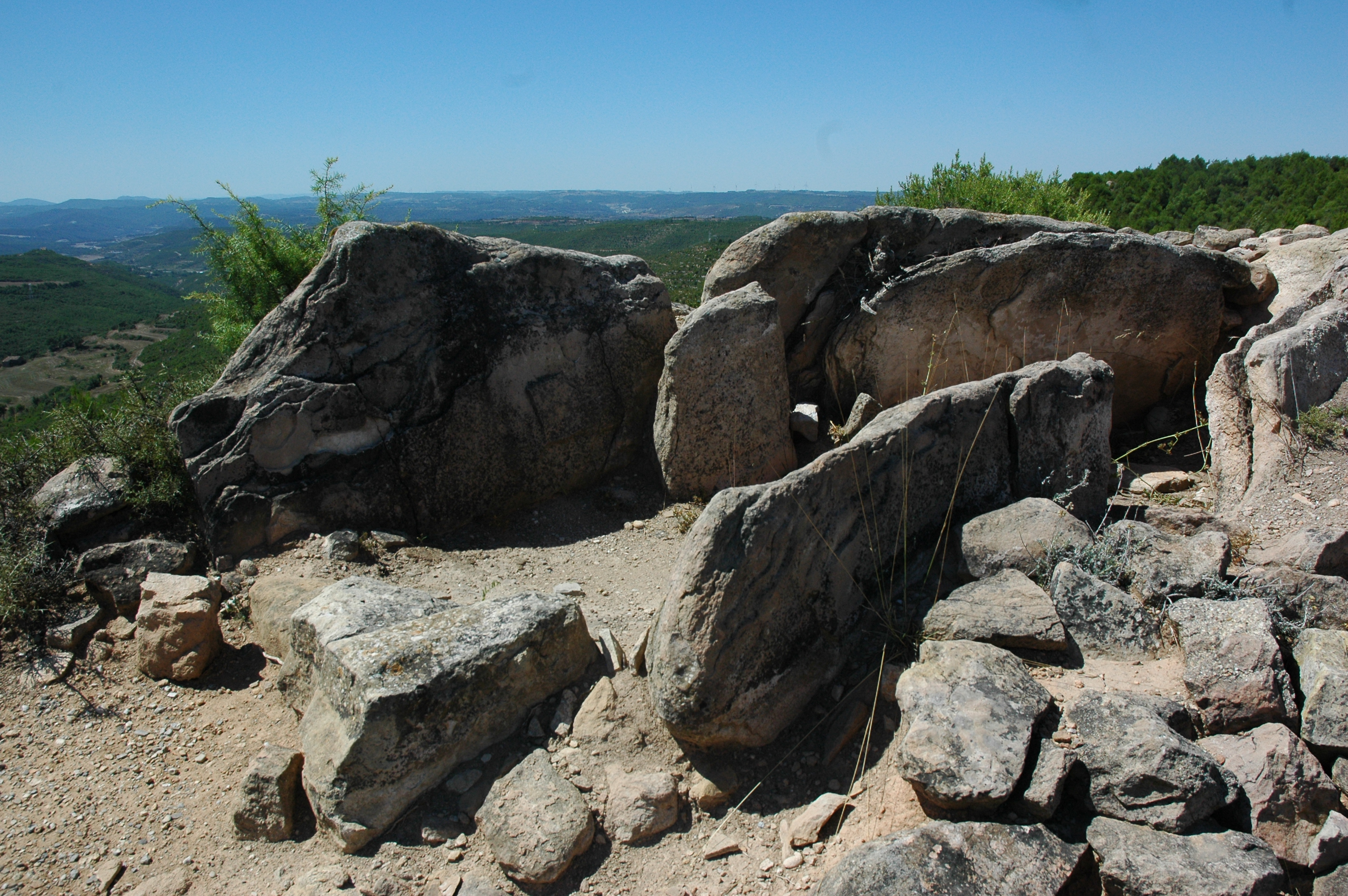
Dolmen di Maioles, presso Rubió

- fosse come Mas d’en Boixos (Pacs, Barcellona), Bosc del Quer (Sant Julià de Vilatorta, Barcellona), Can Bonastre (Martorell, Barcellona).
- riutilizzo di silos, come Campo Cinzano (1950-1650 a.C.).
- riuso degli ipogei calcolitici: Carrer Paris (Cerdanyola del Vallès, Barcellona).
- pozzi ipogei (pozzi con camera laterale), ad uso collettivo: Mas d’en Boixos (Pacs, Barcellona), Bosc del Quer (Sant Julià de Vilatorta, Barcellona), Can Bonastre (Martorell, Barcellona).
- ciste come il Camp Cinzano (Vilafranca del Penedès, Barcellona), o la Vall de Miarnau (Llardecans, Lleida).
- grotte con sepolture collettive: Bòfia de Sant Jaume [ca] (Montmajor, Barcellona), Cova M del Cingle Blanc (Arbolí, Tarragona), Cova de la Pesseta (Torrelles de Foix, Barcellona), Galls Carboners (Mont-ral, Tarragona), Cova del Gegant [ca] (Sitges, Barcellona), grotta Montanissell (Call de Nargó, Lleida).
- paradolmen o dolmen delle caverne come Tossal Gros (Torroella de Montgrí) [ca] a Girona, Masia (Torrelles de Foix, Barcellona), Tafania (Ventalló, Girona), Balma dels Ossos [ca] (Sallent, Barcellona), Cova Verda (Sitges, Barcellona), ecc.
- dolmen con tumuli di pietra: Creu de la Llosa, Serrat d'en Jacques, Santes Masses (Solsona, Lleida), Dolmen de Molers [ca] (Saldes, Barcellona), Castelltallat (Sant Mateu de Bages, Barcellona), Serra de Clarena (Castellfollit del Boix, Barcellona), Maioles (Rubió, Barcellona), ecc.

Per quanto riguarda le tradizioni megalitiche dell'età del bronzo pirenaica, sono da includere anche i menhir e i cromlech di Mas Baleta  (Anche La Jonquera, Girona).

## Archeogenetica
L'analisi del DNA antico di alcuni individui maschili dell'area del bronzo pirenaico ha rivelato che la maggior parte di essi apparteneva a diverse subcladi dell'aplogruppo del cromosoma Y R1b M269.